# Purlisa giganteus
Purlisa giganteus är en fjärilsart som beskrevs av William Lucas Distant 1881. Purlisa giganteus ingår i släktet Purlisa och familjen juvelvingar. Inga underarter finns listade.

## Bildgalleri

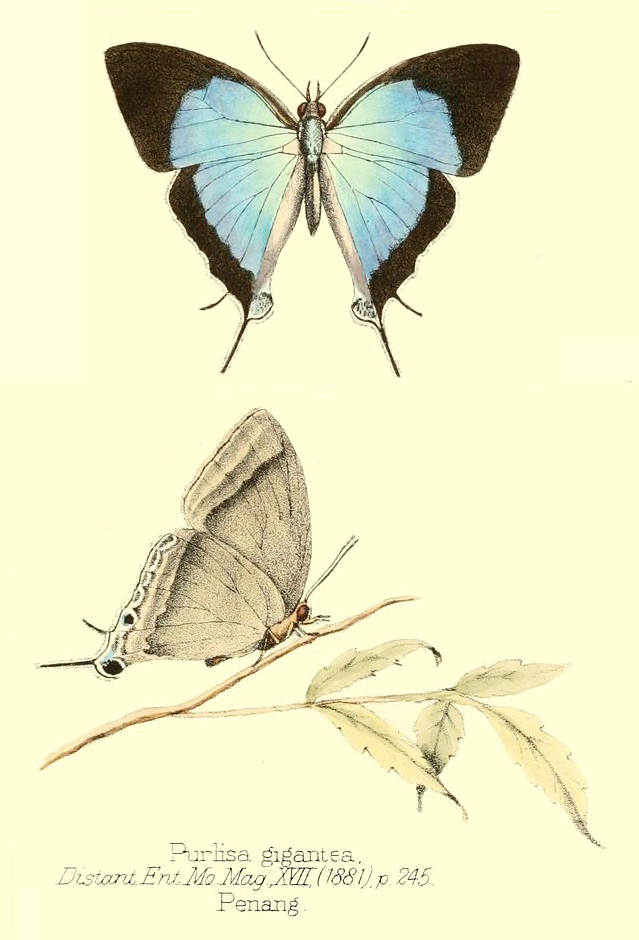
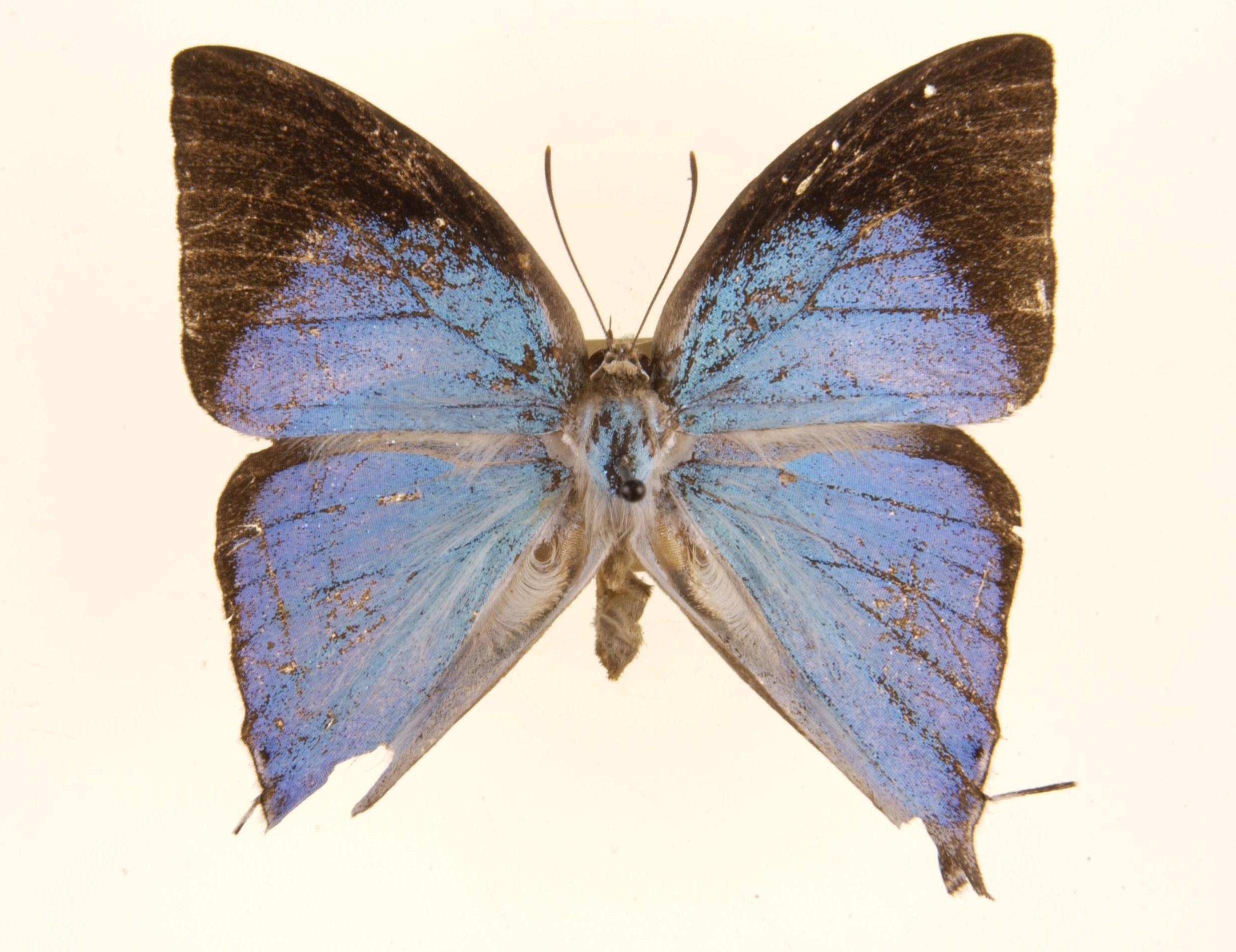